# Jean Borotra
Jean Robert Borotra, francoski tenisač, * 13. avgust 1898, Biarritz, Francija, † 17. julij, 1994, Arbonne, Francija.
Jean Borotra je nekdanja številka dve na moški teniški lestvici in zmagovalec štirih posamičnih turnirjev za Grand Slam, še šestkrat pa je zaigral v finalu, ob tem pa je osvojil štirinajst turnirjev za Grand Slam v konkurenci dvojic. Dvakrat je osvojil Prvenstvo Anglije ter po enkrat Amatersko prvenstvo Francije in Prvenstvo Avstralije, na turnirjih za Nacionalno prvenstvo ZDA pa je enkrat zaigral v finalu. Bil je eden izmed »Štirih mušketirjev«, četverice francoskih tenisačev, ki so bili v dvajsetih in tridesetih letih v teniškem vrhu, ostali trije so René Lacoste, Jacques Brugnon in Henri Cochet. Z Lacostejem se je Borotra kar petkrat pomeril v desetih finalih, dosegel pa eno zmago in štiri poraze, proti Cochetoju pa dve zmagi. V konkurenci moških dvojic je petkrat osvojil Amatersko prvenstvo Francije, trikrat Prvenstvo Anglije in enkrat Prvenstvo Avstralije, v konkurenci mešanih dvojic pa dvakrat Amatersko prvenstvo Francije ter po enkrat Prvenstvo Anglije, Prvenstvo Avstralije in Nacionalno prvenstvo ZDA. Na Olimpijskih igrah 1924 je skupaj z Borotrajem osvojil bronasto medaljo v moških dvojicah. Leta 1976 so bili vsi »Štirje mušketirje« sprejeti v Mednarodni teniški hram slavnih.

## Finali Grand Slamov posamično (10)

### Zmage (4)
| Leto | Turnir                       | Nasprotnik v finalu | Rezultat finala     |
| 1924 | Prvenstvo Anglije            | René Lacoste        | 6-1 3-6 6-1 3-6 6-4 |
| 1926 | Prvenstvo Anglije (2)        | Howard Kinsey       | 8-6 6-1 6-3         |
| 1928 | Prvenstvo Avstralije         | Jack Cummings       | 6-4 6-1 4-6 5-7 6-3 |
| 1931 | Amatersko prvenstvo Francije | Christian Boussus   | 2-6 6-4 7-5 6-4     |

### Porazi (6)
| Leto | Turnir                           | Nasprotnik v finalu | Rezultat finala     |
| 1925 | Amatersko prvenstvo Francije     | René Lacoste        | 5-7 1-6 4-6         |
| 1925 | Prvenstvo Anglije                | René Lacoste        | 3-6 3-6 6-4 6-8     |
| 1926 | Nacionalno prvenstvo ZDA         | René Lacoste        | 4-6 0-6 4-6         |
| 1927 | Prvenstvo Anglije (2)            | Henri Cochet        | 6-4 6-4 3-6 4-6 5-7 |
| 1929 | Amatersko prvenstvo Francije (2) | René Lacoste        | 3-6 6-2 0-6 6-2 6-8 |
| 1929 | Prvenstvo Anglije (3)            | Henri Cochet        | 4-6 3-6 4-6         |